# سولفور اسپرینگز، شهرستان یل، آرکانزاس
سولفور اسپرینگز (به انگلیسی: Sulphur Springs) یک منطقهٔ مسکونی در ایالات متحده آمریکا است که در شهرستان یل، آرکانزاس واقع شده‌است. سولفور اسپرینگز ۱۳۸٫۹۹ متر بالاتر از سطح دریا واقع شده‌است.